# にっぽんのうた
にっぽんのうたは、1996年12月から2020年9月25日までIBC岩手放送（IBCラジオ）で月曜 - 金曜 12:10 - 12:15に放送されていたラジオ番組。

## 概要
童謡・唱歌にまつわるエピソード等をチェロ演奏BGM「この道」にのせて後藤が紹介し、次にそのエピソードに因んだ童謡・唱歌が流れる。
1996年12月に放送開始し、2020年9月25日に終了。約24年、6170回放送された。
2020年10月4日、のりこの週刊おばさん白書の1000回放送時から「にっぽんのうた こころのうた」として復活している。
| スタブアイコン | サブスタブ | この項目は、まだ閲覧者の調べものの参照としては役立たない、ラジオ番組に関連した書きかけの項目です。この項目を加筆・訂正などしてくださる協力者を求めています（P:ラジオ/PJ:放送番組）。 |